# تپه آرابولاغ
تپه آرابولاغ مربوط به عصر مس - عصر آهن است و در شهرستان ایجرود، بخش مرکز ی، دهستان گلابر، ۵۳۰ متری شمال غربی روستای تله گرد واقع شده و این اثر در تاریخ ۱۵ دی ۱۳۸۷ با شمارهٔ ثبت ۲۴۰۷۱ به‌عنوان یکی از آثار ملی ایران به ثبت رسیده است.